# Georgina Campbell
Georgina Alice Campbell (Maidstone, Inglaterra; 12 de junio de 1992) es una actriz británica conocida por sus papeles en las series de televisión: Flowers (2016), Broadchurch (2017), Black Mirror (2017) y Krypton (2018). En 2015, ganó el premio BAFTA a la mejor actriz de televisión por su actuación en Murdered by My Boyfriend (2014).

## Primeros años
Campbell asistió a la escuela Royal Holloway de la Universidad de Londres. Se graduó en 2014 con una licenciatura en estudios cinematográficos.

## Carrera
Su primer papel llegó en 2009 interpretando el personaje principal de Lucy en la serie web dramática Freak. Después de haber tenido papeles menores en series como Casualty, Holby City, Doctors y Death in Paradise, Campbell ganó en 2014 el premio BAFTA a la mejor actriz de televisión por su papel como Ashley Jones en Murdered by My Boyfriend.
Desde entonces, Campbell ha protagonizado la serie de comedia dramática After Hours de Sky 1 como Jasmine. La primera temporada fue dirigida por Craig Cash y se emitió en noviembre de 2015. Tuvo un papel principal en la miniserie de televisión, Tripped (2015), un papel secundario en el drama de la BBC, One of Us (2016) y apareció en la serie de comedia negra Flowers (2016) de Channel 4. En 2017, apareció en la serie dramática de ITV Broadchurch como la agente detective Katie Harford y en Black Mirror, apareció en el episodio «Hang the DJ» de la cuarta temporada como Amy. Entre 2018 y 2019, interpretó el papel principal de Lyta-Zod en la serie Krypton de Syfy.

## Filmografía

### Cine
| Cine | Cine                                        | Cine                | Cine         |
| Año  | Título                                      | Rol                 | Notas        |
| ---- | ------------------------------------------- | ------------------- | ------------ |
| 2017 | The Ministry of Stories Anthology of Horror | Medusa              | Cortometraje |
| 2017 | King Arthur: Legend of the Sword            | Kay                 |              |
| 2017 | Canned                                      | Georgie             | Cortometraje |
| 2021 | Wildcat                                     | Khadija "Kat" Young |              |
| 2021 | All My Friends Hate Me                      | Fig                 |              |
| 2021 | Blank Shores                                | Emily               | Cortometraje |
| 2022 | Barbarian                                   | Tess Marshall       |              |
| 2023 | Bird Box Barcelona                          | Claire              | Película     |
| 2024 | The Watchers                                | Ciara               | Película     |

### Televisión
| Televisión | Televisión                       | Televisión                     | Televisión                                                                         |
| Año        | Título                           | Rol                            | Notas                                                                              |
| ---------- | -------------------------------- | ------------------------------ | ---------------------------------------------------------------------------------- |
| 2009       | Freak                            | Lucy                           | Elenco principal; 16 episodios                                                     |
| 2010       | Casualty                         | Amy                            | Episodio: «Dark Places»                                                            |
| 2010       | The Cut                          | Kelly                          | 2 episodios                                                                        |
| 2011–2012  | Sadie J                          | Whitney Landon                 | Elenco recurrente; 6 episodios                                                     |
| 2012       | Doctors                          | Abby Hellier                   | Episodio: «Crocodile Tears»                                                        |
| 2012       | One Night                        | Rochelle                       | Miniserie                                                                          |
| 2012       | Holby City                       | Gabby Greendale                | Episodio: «Last Day on Earth»                                                      |
| 2013       | Death in Paradise                | Therese                        | Episodio: «An Unholy Death»                                                        |
| 2013       | Ice Cream Girls                  | Joven Serena Gorringe          | Miniserie                                                                          |
| 2014       | The Dumping Ground               | Jen                            | Episodio: «Finding Frank»                                                          |
| 2014       | Murdered by My Boyfriend         | Ashley Jones                   | Película para televisión Ganadora del premio BAFTA a la mejor actriz de televisión |
| 2015       | The Ark                          | Aris                           | Película para televisión                                                           |
| 2015       | Brotherhood                      | Katherine                      | Episodio: «Mating»                                                                 |
| 2015       | After Hours                      | Jasmine                        | 6 episodios                                                                        |
| 2015       | Tripped                          | Kate                           | Miniserie                                                                          |
| 2016       | One Of Us                        | Anna                           | Miniserie                                                                          |
| 2016       | Flowers                          | Abigail                        | 6 episodios                                                                        |
| 2017       | Broadchurch                      | Agente detective Katie Harford | 8 episodios                                                                        |
| 2017       | Black Mirror                     | Amy                            | Episodio: «Hang the DJ»                                                            |
| 2017       | Philip K. Dick’s Electric Dreams | Barbara                        | Episodio: «Impossible Planet»                                                      |
| 2017       | five by five                     | Chloe                          | 2 episodios                                                                        |
| 2018–2019  | Krypton                          | Lyta-Zod                       | Elenco principal; 20 episodios                                                     |
| 2019       | His Dark Materials               | Adele Starminster              | Episodio: «The Idea of North»                                                      |
| 2019       | Cake                             | Paige                          | 3 episodios                                                                        |
| 2020       | The Pale Horse                   | Delphine Easterbrook           | Miniserie                                                                          |
| 2020       | Soulmates                        | Miranda                        | Episodio: «Little Adventures»                                                      |